# Hundbergan
Hundbergan est une localité du comté de Troms, en Norvège.

## Géographie
Administrativement, Hundbergan fait partie de la kommune de Tromsø.